# Windows Home Server
Windows Home Server是微軟公司推出的一套家用伺服器作業系統。由時任微軟公司董事長的比爾·蓋茨在2007年1月7日的Consumer Electronics Show中發表的這個系統，將會成為為家中多部電腦進行檔案分享、自動備份、遙距存取等等的解決方案。此系統是建基於Windows Server 2003 SP2。

## 特點
- 集中備份：通過使用Single Instance Store技術允許備份多達10台PC，可以防止對同一檔案的多份拷貝，即使該檔案存放在多台PC上。
- 電腦健康監察：可以集中跟蹤網路中所有個人電腦的健康狀況，包括防毒軟體和防火牆狀態。
- 檔案傳輸 - 通過network-attached storage（NAS）提供對常用檔案比如MP3和影片的網路分享。
- 印表機分享：允許一台中央的印表伺服器處理所有用戶的列印任務。
- 以前的版本 - 利用Volume Shadow Copy Service可以指定時間快照，使檔案的舊版本可以被恢復。
- 無頭操作 - 沒有顯示器和鍵盤連接到設備本身，更像一個防火牆或者路由器。[來源請求]
- 遠端管理 - 提供一個圖形介面的客戶端程式，可以自遠端登入進行管理。也可以用遠端桌面連接連接上伺服器。
- 遠端存取閘道 - 允許從家外訪問網路上的任何個人電腦。
- 媒體串流 - 可以把多媒體資訊以串流格式傳輸到Windows Media Player和Xbox 360上。
- 資料冗餘 - 通過把資料複製到多個硬碟上可以防止單硬碟損傷造成的資料丟失。
- 可擴展存儲 - 提供一個統一的單獨的易擴展的存儲空間，不再需要磁碟機代號。

## 操作介面
由於此作業系統是建基於Windows Server 2003 Service Pack 2，進階設定的介面將會以較人性化的設計為基礎，達到不需較專業的伺服器管理者才能維護該系統。該進階設定的介面（稱呼為Home Server主控台）能夠從任何相同家庭網路內的Windows個人電腦，使用網路瀏覽器來存取或變更設定值。此伺服器是設計成只需要一張乙太網路卡和另一台使用Windows XP或Windows Vista的電腦，所以伺服器甚至不需要顯示卡或其他週邊設備就能操作。

## 技術
Windows Home Server的程式碼來自於Windows Server 2003 Service Pack 2.所以Windows Home Server的技術幾乎跟Windows Server 2003一樣，但為了減低不必要的複雜性，某些地方被簡化了。它也有新的能力是Windows Server 2003沒有的：
Windows Home Server Drive Extender是一個以檔案為基礎的replication system，提供三種關鍵能力：
- Multi-disk redundancy任何一個硬碟故障，資料都不會消失。
- 一個獨立的目錄命名空間（沒有磁碟代號）

## Windows Home Server 2011
此版本已於2011年4月5日上市。
这个版本主要集中了4个方面的改善：
1. 扩展的家庭网络外的流媒体处理能力；
2. 多PC备份和还原功能；
3. 简化的安装和用户体验
4. 一个针对开发人员和顾客的经过扩展的SDK（软件开发工具包）。

这个版本只支持64位的版本。硬件配置要求包括一个1.3GHz以上的64位处理器，2 GB内存和至少160 GB的硬盘空间，否則無法安裝Windows Home Server 2011。

## 相容性
Windows Home Server的各項操作只需要在Windows XP與Windows Vista的電腦上安裝軟體即可。它也能夠以Windows share的模式使用於Mac OS X或是其他非Windows作業系統。像是Mac OSX Leopard的Time Machine，"We're a great back-end store for Time Machine," Microsoft product manager Todd Headrick told Paul Thurrott。

## 價格
HP將於2007年第二季發表一種Home Server的產品（現階段叫"HP MediaSmart Server"）。以64位元的AMD處理器，標榜AMD Live!品牌，號稱可擴充到6 terabytes的儲存空間。有四個內部HDD和四個USB 2.0埠。

## 外部連結
- Demonstration of Windows Home Server at Microsoft's on10.net
- Overview of Windows Home Server （页面存档备份，存于） at Microsoft's Channel9.com.
- Product information page （页面存档备份，存于） for the first Windows Home Server from HP
- Windows Home Server website （页面存档备份，存于）
- Blog of the general manager for Windows Home Server